# Ticzce Helwic
Ticzce Helwic war ein im Mittelalter amtierender Dresdner Ratsherr und Bürgermeister.
Erstmals wird er in einer Urkunde vom 7. März 1337 als Mitglied des Rates erwähnt. Am 18. März 1352 ist er erneut zusammen mit anderen Ratsmitgliedern als Zeuge genannt. 1354 war Ticzce Helwic als burgermeistir Aussteller einer Urkunde vom 22. September. Die Dokumente befinden sich heute im Sächsischen Hauptstaatsarchiv Dresden. 1362 ist letztmals als Ratsmitglied genannt.